# Грибанов, Вениамин Петрович
Вениами́н Петро́вич Гриба́нов — (10 февраля 1921 года — 28 ноября 1990 года) — советский правовед, специалист в области гражданского права. Доктор юридических наук, профессор. Заведующий кафедрой гражданского права юридического факультета МГУ (1972—1990).

## Биография
Вениамин Петрович Грибанов родился 10 февраля 1921 года в селе Корнеевке Самарской губернии (ныне — Самарская область) в семье крестьян. В том же году семья переехала в подмосковную деревню Куликово, а в 1930 году — в Ленинград.
В 1938 году перешёл учиться в 10 класс 9-й артиллерийской Спецшколы Ленинграда, по окончании которой был зачислен курсантом 3-го Ленинградского артиллерийского училища, в 1941 году окончил училище и в звании лейтенанта направлен в действующую армию, где служил сначала командиром батареи, заместителем командира дивизиона 850-го артиллерийского полка, 271-й стрелковой дивизии, а затем заместителем командира дивизиона, ПНШ-1, командиром дивизиона 58-го Гвардейского Севастопольского полка 32-й Гвардейской Таманской Краснознаменной ордена Суворова дивизии. В период октября-ноября 1944 г. — командир дивизиона 2-й Гвардейской Таманской дивизии, 21-го Гвардейского Севастопольского артиллерийского полка. На фронте в ноябре 1942 г. был принят в члены КПСС.
19 ноября 1944 г. был тяжело ранен, в связи с чем была ампутирована левая нога в средней трети бедра. До 26 марта 1946 г. находился на излечении в эвакуационном госпитале № 3447 города Москвы. По инвалидности был уволен из рядов Советской Армии в должности командира дивизиона в звании «гвардии майор».
За участие в Великой Отечественной войне награждён: Двумя орденами Отечественной войны I степени, тремя орденами Красной Звезды, медалями «За оборону Кавказа» и «За победу над Германией в Великой Отечественной войне 1941—1945 гг.».

### После войны
В 1946 году поступил учиться в Московский юридический институт, который в 1950 году окончил с отличием и был оставлен в аспирантуре. В 1953 году защитил кандидатскую диссертацию по теме «Основные черты плановых гражданско-правовых договоров и история их развития» и начал преподавательскую деятельность сначала в МЮИ, а позже, в связи со слиянием, — в МГУ.
В 1970 году защитил докторскую диссертацию по теме «Основные проблемы осуществления и защиты гражданских прав», в 1971 году присуждена учёная степень доктора юридических наук, а с 1973 года утверждён в звании профессора.
В 1973 году получил Премию имени М. В. Ломоносова за монографию «Пределы осуществления и защиты гражданских пpaв» (1972), в которой доказал, что наряду с мерами юридической ответственности существуют такие принудительные меры юридического характера как меры оперативного воздействия, самозащита права.
В 1980 году за большую работу по подготовке кадров и в связи с 225-летием МГУ им. М. В. Ломоносова Указом Президиума Верховного Совета СССР был награждён орденом Трудового Красного Знамени.
С 1972 года являлся заведующим кафедрой гражданского права МГУ. Кроме того, возглавлял Специализированный совет по защите докторских диссертаций в области гражданского права и процесса, руководил секцией гражданского права Всесоюзного совета по юридическому образованию, был членом редколлегий научных журналов «Вестник Московского университета (серия „Право“)» и «Правоведение». Являлся членом научно-консультативных советов при Верховном Суде СССР и Государственном арбитраже СССР, исполнял обязанности арбитра арбитражного суда при Торгово-промышленной палате СССР.
Умер 28 ноября 1990 года в Москве.
В 2012 году имя В. П. Грибанова было присвоено одной из улиц в микрорайоне Родниковая долина города Волгограда, а также установлена мемориальная доска в его честь.